# Cambridge Crystallographic Data Centre

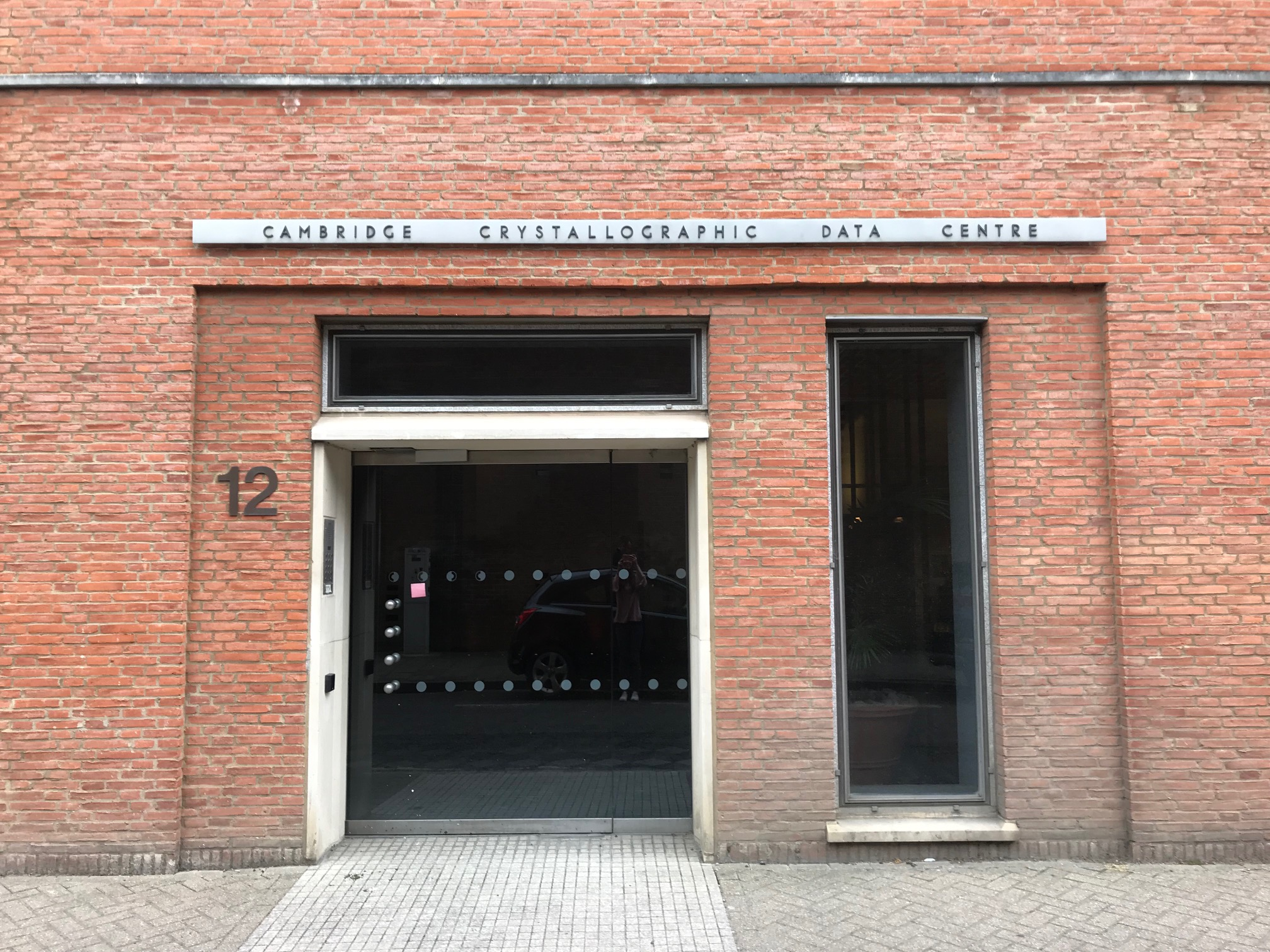
Der Vordereingang der Zentrale des CCDC in Cambridge

Das Cambridge Crystallographic Data Centre (CCDC) ist eine gemeinnützige Organisation mit Hauptsitz in Cambridge. Ihre Hauptfunktion ist die Zusammenstellung und Instandhaltung der Cambridge Structural Database ist, einer Datenbank für Kristallstrukturen von kleinen Molekülen. Weiterhin werden Analysen in der Datenbank zum Nutzen der wissenschaftlichen Gemeinschaft durchgeführt und Computerprogramme entwickelt, um Außenstehenden dasselbe zu ermöglichen.

## Geschichte
1962 gründete Olga Kennard eine Arbeitsgruppe für chemische Kristallographie am Department of Chemistry an der University of Cambridge. 1965 gründete sie das CCDC und die assoziierte Cambridge Structural Database. Zu dieser Zeit gab es nur ungefähr 3.000 publizierte Röntgenstrukturen von organischen Molekülen. Diese mussten außerdem in eine maschinenlesbare Form gebracht werden. 1992 zog das CCDC in ein eigenes Gebäude in unmittelbarer Nähe zum Chemiedepartment in Cambridge. Dieses Gebäude wurde vom dänischen Architekturprofessor Erik Christian Sørensen entworfen und hat 1993 den The Sunday Times Building of the Year Award gewonnen.
Das CCDC wurde zwar 1987 unabhängig, ist allerdings weiterhin eng mit der Universität verbunden und bildet Studenten aus.

## Gegenwärtige Forschung
Die Mitarbeiter der CCDC betreuen die Datenbank für kleine organische und metallorganische Kristallstrukturen und machen diese der Öffentlichkeit zugänglich. Außerdem programmieren und unterhalten sie eine Bandbreite an Chemiesoftware, die genutzt werden kann, um die Daten der Datenbank in verschiedenen Naturwissenschaften zur Anwendung zu bringen.

### Software
Das CCDC hat verschiedene Programme, darunter ConQuest und Mercury, entwickelt, die unter Windows und verschiedenen Arten von Unix, unter anderem Linux, funktionieren. ConQuest ist ein Suchinterface für die Cambridge Structural Database (CSD). Mercury ist dient zur Visualisierung von Kristallstrukturen und bietet seit der 2015 veröffentlichten Version eine Funktionalität zum 3D-Druck.